# The Headbangers
Gli Headbangers sono un tag team di wrestling attivo nella World Wrestling Federation/Entertainment tra il 1996 e il 2000 e brevemente nel 2016, formato da Mosh e Thrasher. Dal 2011 combattono nel circuito indipendente.

## Titoli e riconoscimenti
- Atomic Revolutionary Wrestling
  - ARW Tag Team Championship (1)[1]
- Coastal Championship Wrestling
  - CCW Tag Team Championship (1)
- Fighting Evolution Wrestling
  - FEW Tag Team Championship (2)[2][3]
- Heartland Wrestling Association
  - HWA Tag Team Championship (1)[4]
- Independent Professional Wrestling Alliance
  - IPWA Tag Team Championship (1)
- Insane Championship Wrestling
  - ICW Streetfight Tag Team Championship (1)
- Main Event Championship Wrestling
  - MECW Tag Team Championship (1)
- Maryland Championship Wrestling
  - MCW Tag Team Championship (1)
- New England Wrestling Federation
  - NEWF Tag Team Championship (3)
- Texas Wrestling Alliance
  - TWA Tag Team Championship (1)[5][6]
- World Wrestling Association
  - WWA Tag Team Championship (1)[7]
- World Wrestling Federation
  - NWA World Tag Team Championship (1)[8]
  - WWF World Tag Team Championship (1)
  - WWF Hardcore Championship (1) – Thrasher